# بيلا راينيتتس

## حياته
ولد في 15 نوفمبر 1878 لأسرة المحامي مارك راينيتز ولورا مولر (1853–1943). حصل على الدكتوراه في القانون، لكنه لم يمارس المحاماة. عمل في الأعوام 1906-1917 ناقدًا موسيقيًا في الصحيفة الاشتراكية نيبسافا (بالمجرية: Népszava)‏ ثم صحيفة "فيلاج" في عام 1918، كما شغل منصب أمين الصندوق الوطني للتأمين على العمل بين عامي 1910 و1918. كان راينيتس من المتحمسين للموسيقى المجرية الحديثة وروادها من أمثال بيلا بارتوك وزولتان كودالي، وألف عددا من الأغاني والمونولوجات، ولحن مجموعة من قصائد الشاعر الهنغاري إندري آدي. كان راينتس ذا ميول اشتراكية وواحد من أبرز ملحني الأغاني العمالية، وفي عام 1919 أيد الجمهورية المجرية السوفيتية وتولى فيها منصب مفوض الحكومة للشؤون الفنية ومدير المسارح المؤممة، عمل في تنظيم مديرية الموسيقى المكونة مع الموسيقيين بارتوك ودوناني وكودالي. بعد سقوط الجمهورية السوفييتية في عام 1920 وقيام دتاتورية ميكلوش هورتي غادر راينتس البلاد إلى فيينا هربا من الملاحقة، وفي المهجر نشط موسيقيا في المدن الألمانية والنمساوية والسويسرية، حيث لحن عددا من الأغاني الاشتراكية، من أشهرها أغنية الثورجي (بالألمانية: Der Revouluzzer)‏، للشاعر الأناركي إيريك موهسام.
عاد إلى بودابست في عام 1931 مع تصاعد الحركة النازية في ألمانيا، وهناك عاش 12 عاما في طي التهميش حيث منع رسميا حتى من التواجد بالقرب من المسرح، وأخذت أغانيه تُنسى ببطء في ظل الصمت والتوتر الذي أحيط به في ظل النظام الفاشي، ولم يتمكن من تطوير أعماله الموسيقية. في تلك الفترة لم يجرؤ على أداء أعماله إلا عدد قليل من الفنانين الشجعان، مثل الشخصيتين البارزتين في فن الشانسون، فيلما مدغياسزاي وليلي نيميني ، الذين أديا تلحينه لقصائد أندري آدي، ولهذه الأغنيات أهمية في تاريخ أغنية الشانسون المجرية. تدهورت صحته وأصبح مقيمًا شبه دائم في المستشفى اليهودي في بيست، وعمقت القوانين الجديدة المعادية لليهود من عزلته التي لم يكسرها إلا عدد الاصدقاء من الوسط الفني. توفي في عام 1943.